# AJW Motorcycles
AJW Motorcycles Ltd va ser un fabricant de motocicletes britànic amb seu a Exeter, Devon. Fundada el 1928, l'empresa va fabricar la seva darrera motocicleta, la Fox Cub de 125 cc, el 1953. Després d'això, AJW va començar a importar motocicletes italianes Wolfhound de dos temps amb distintius AJW. L'empresa va produir també bicicletes durant la dècada del 1970, entre elles la "Champion", la "Whippet", la "Pointer" i la "Collie" (tots ells, models italians etiquetats com a AJW). L'empresa va plegar el 1981.

## Història
Fundada el 1926 per Arthur John Wheaton (conegut com a Jack) amb les seves inicials -AJW-,
 l'empresa va iniciar la producció al taller de la impremta familiar al carrer Friernhay d'Exeter. Inicialment feia servir motors monocilíndrics MAG de 496 cc i British Anzani V-twin de 996 cc, a més de motors JAP OHV, més tradicionals i ben provats. Els bastidors eren de Brough Superior. Llançada a l'Olympia Show el 1928, l'AJW Super Four tenia un motor refrigerat per aigua Anzani però mai no es va arribar a produir.
Els models més coneguts d'AJW van ser la Gray Fox i la Red Panther, per bé que la companyia va produir una variada gamma de motocicletes amb noms com ara Silver Fox, Silver Vixen, Vixen, Flying Vixen, Flying Fox (amb motor Rudge Ulster) i Speed Fox.
Les motocicletes AJW eren models "d'alta gamma", ben fetes però cares; la Summit de 996 cc era capaç de superar els 160 km/h. Amb un dipòsit de combustible en forma de torpede i un bastidor tubular dúplex complet, el motor tenia culates de doble port i tubs d’escapament dobles a cada costat. Entre els entusiastes propietaris d'AJW hi havia campions de curses a Brooklands com ara Claude Temple i Joe Wright.
La producció de les AJW era limitada, de manera que van esdevenir força exclusives, amb només 250 motocicletes produïdes al seu millor any. La companyia va sobreviure a la Gran Depressió de la dècada del 1930, però el model V-twin motoritzat amb Anzani es va deixar de fabricar el 1931. Es van produir tres models amb motor JAP el 1934 i el 1935, però el 1937, el negoci es va vendre a uns altres propietaris i la producció es va aturar completament durant la Segona Guerra Mundial. Després de la guerra, la propietat va tornar a canviar de mans, primer a Jack Ball, de Bournemouth, i després a un concessionari de Wimborne, Dorset. La darrera motocicleta AJW produïda va ser la Fox Cub de 125 cc de 1953, després de la qual els motors JAP ja no estaven disponibles. La Fox Cub de 48 cc es va vendre fins al 1964, quan AJW es va convertir en importador de les motocicletes italianes Wolfhound de dos temps de 500 i 125 cc amb marca AJW. La companyia va deixar d'operar el 1981.